# بیارجمند
بیارجُمَند یکی از شهرهای شهرستان شاهرود در استان سمنان است. این شهر مرکز بخش بیارجمند است. این شهر از شهرهای مهم منطقه سربداران محسوب می‌گردد و تا دی ماه سال ۱۳۱۶ از توابع خراسان و سبزوار بوده است. مردم بیارجمند به زبان فارسی خراسانی با گویش سبزواری صحبت می‌کنند.

## موقعیت
بیارجمند در ۱۱۰ کیلومتری جنوب شرقی شاهرود قرار دارد و تا شهر سمنان، مرکز استان، ۳۱۰ کیلومتر فاصله دارد. بخش بیارجمند از غرب به رشته‌کوه‌های سوخته‌کوه و کی‌کی و از شمال به بزرگراه تهران–مشهد و شهرستان میامی و از جنوب به کویر مرکزی ایران و از شرق به شهرستان‌های طبس، بردسکن، کاشمر و سبزوار محدود می‌باشد.

## مشاهیر
ابوعلی حسین بن احمد سلّامی بیهقی
مورخ، شاعر و نویسنده ایرانی است که در قرن سوم هجری در خوارتوران از توابع بیهق خراسان زاده شد. از سلّامی بیهقی تألیفات و تصنیفات بسیاری باقی مانده است. کتاب‌های تاریخ خراسان، المصباح و الثارات از مهم‌ترین آثار او می‌باشند. ابوالحسن بیهقی در تألیف کتاب تاریخ بیهق از کتاب تاریخ خراسان او بهره جسته است. وی در سال ۳۰۰ هجری چشم از جهان بست.
احمد بن ابراهیم اعسری بیهقی خواری
شاعر ایرانی است که در قرن سوم هجری در خوارتوران از توابع بیهق خراسان زاده شد. مهم‌ترین اثر وی دیوان اشعار او است.
ابوعبدالله محمد بن محمد بن جابر بیهقی شاعر ایرانی است که در قرن چهارم هجری در خوارتوران از توابع بیهق خراسان زاده شد.

## جمعیت
بر اساس سرشماری سال ۱۳۸۵ جمعیت این شهر ۲٬۵۲۸ نفر بوده است.

## آب و هوا
بیارجمند آب و هوای سرد کویری دارد.
| داده‌های اقلیم بیارجمند(۱۹۹۲–۲۰۱۰) | داده‌های اقلیم بیارجمند(۱۹۹۲–۲۰۱۰) | داده‌های اقلیم بیارجمند(۱۹۹۲–۲۰۱۰) | داده‌های اقلیم بیارجمند(۱۹۹۲–۲۰۱۰) | داده‌های اقلیم بیارجمند(۱۹۹۲–۲۰۱۰) | داده‌های اقلیم بیارجمند(۱۹۹۲–۲۰۱۰) | داده‌های اقلیم بیارجمند(۱۹۹۲–۲۰۱۰) | داده‌های اقلیم بیارجمند(۱۹۹۲–۲۰۱۰) | داده‌های اقلیم بیارجمند(۱۹۹۲–۲۰۱۰) | داده‌های اقلیم بیارجمند(۱۹۹۲–۲۰۱۰) | داده‌های اقلیم بیارجمند(۱۹۹۲–۲۰۱۰) | داده‌های اقلیم بیارجمند(۱۹۹۲–۲۰۱۰) | داده‌های اقلیم بیارجمند(۱۹۹۲–۲۰۱۰) | داده‌های اقلیم بیارجمند(۱۹۹۲–۲۰۱۰) |
| ماه                               | ژانویه                            | فوریه                             | مارس                              | آوریل                             | مه                                | ژوئن                              | ژوئیه                             | اوت                               | سپتامبر                           | اکتبر                             | نوامبر                            | دسامبر                            | سال                               |
| --------------------------------- | --------------------------------- | --------------------------------- | --------------------------------- | --------------------------------- | --------------------------------- | --------------------------------- | --------------------------------- | --------------------------------- | --------------------------------- | --------------------------------- | --------------------------------- | --------------------------------- | --------------------------------- |
| میانگین بیش‌ترین °C (°F)           | ۷٫۶ (۴۶)                          | ۱۱٫۲ (۵۲)                         | ۱۶٫۷ (۶۲)                         | ۲۳٫۳ (۷۴)                         | ۲۸٫۶ (۸۳)                         | ۳۳٫۵ (۹۲)                         | ۳۵٫۶ (۹۶)                         | ۳۴٫۷ (۹۴)                         | ۳۰٫۷ (۸۷)                         | ۲۴٫۵ (۷۶)                         | ۱۶٫۳ (۶۱)                         | ۹٫۶ (۴۹)                          | ۲۲٫۶۹ (۷۲٫۷)                      |
| میانگین روزانه °C (°F)            | ۲٫۲ (۳۶)                          | ۵٫۰ (۴۱)                          | ۱۰٫۱ (۵۰)                         | ۱۶٫۵ (۶۲)                         | ۲۱٫۷ (۷۱)                         | ۲۶٫۷ (۸۰)                         | ۲۹٫۳ (۸۵)                         | ۲۸٫۰ (۸۲)                         | ۲۳٫۳ (۷۴)                         | ۱۷٫۰ (۶۳)                         | ۹٫۶ (۴۹)                          | ۴٫۱ (۳۹)                          | ۱۶٫۱۳ (۶۱)                        |
| میانگین کم‌ترین °C (°F)            | −۳٫۲ (۲۶)                         | −۱٫۱ (۳۰)                         | ۳٫۴ (۳۸)                          | ۹٫۷ (۴۹)                          | ۱۴٫۹ (۵۹)                         | ۲۰٫۰ (۶۸)                         | ۲۲٫۹ (۷۳)                         | ۲۱٫۴ (۷۱)                         | ۱۶٫۰ (۶۱)                         | ۹٫۴ (۴۹)                          | ۲٫۹ (۳۷)                          | −۱٫۵ (۲۹)                         | ۹٫۵۷ (۴۹٫۲)                       |
| بارندگی میلی‌متر (اینچ)            | ۱۵٫۴ (۰٫۶۱)                       | ۱۳٫۲ (۰٫۵۲)                       | ۲۸٫۲ (۱٫۱۱)                       | ۲۳٫۷ (۰٫۹۳)                       | ۱۵٫۴ (۰٫۶۱)                       | ۴٫۳ (۰٫۱۷)                        | ۰٫۶ (۰٫۰۲)                        | ۱٫۳ (۰٫۰۵)                        | ۲٫۰ (۰٫۰۸)                        | ۳٫۱ (۰٫۱۲)                        | ۷٫۲ (۰٫۲۸)                        | ۱۳٫۱ (۰٫۵۲)                       | ۱۲۷٫۵ (۵٫۰۲)                      |
| درصد رطوبت                        | ۶۶                                | ۵۷                                | ۴۹                                | ۴۳                                | ۳۵                                | ۳۰                                | ۳۰                                | ۳۰                                | ۳۳                                | ۳۹                                | ۵۰                                | ۶۶                                | ۴۴                                |
| منبع:                             |                                   |                                   |                                   |                                   |                                   |                                   |                                   |                                   |                                   |                                   |                                   |                                   |                                   |

## آثار تاریخی
1. دخانبان مربوط به دوران پهلوی اول
2. یخدان بیارجمند مربوط به دوران قاجاریه
3. حمام و مسجد جامع مربوط به دوران افشاریه

## مراکز آموزشی
- دانشگاه جامع علمی کاربردی بیارجمند

## صنعت
- کارخانه سیمان بیارجمند